# Роя Рахмані
Роя Рахмані (народилася у травні 1978 року) — афганська дипломатка, яка була першою жінкою-послом Афганістану в США та послом-нерезидентом у Мексиці, Аргентині, Колумбії та Домініканській Республіці з грудня 2018 року та Болівії. З 2016 по 2018 рік вона була також першою жінкою-послом Афганістану в Індонезії, першим послом в Асоціації держав Південно-Східної Азії та послом-нерезидентом в Сінгапурі.
Раніше вона працювала в Міністерстві освіти Афганістану радником з планування та оцінювання (2011). Пізніше вона приєдналася до Міністерства закордонних справ, спочатку на посаді старшого радника заступника міністра закордонних справ (2011), потім — на посаді генерального директора з ініціатив регіонального співробітництва (2012-2016).
До роботи в уряді вона працювала в декількох неприбуткових організаціях, які головним чином зосереджувались на правах жінок та освіті. У 2003 році вона отримала ступінь бакалавра з програмної інженерії в Університеті Макгілла, а в 2009 році — ступінь магістра державного управління та міжнародного права в Колумбійському університеті.

## Ранні роки життя та освіта
Рахмані народилася в Кабулі в 1978 році за рік до вторгнення радянських військ в Афганістан. Після виходу радянських військ у 1989 році у країні почалася громадянська війна. Її школа була зачинена місяцями через ракетні обстріли міста. У 1993 році її сім'я втекла до Пакистану. Вона згадує: “Починаючи з 90-х, був голод і посуха, а під час громадянської війни 1992–96 років нас буквально вигнали з дому. Я пам’ятаю, як наша сім’я обіймала одне одного, думаючи, що це буде остання ніч нашого життя».
Опинившись у Пешаварі, вона відвідувала школу для біженців, яку фінансувала Саудівська Аравія, звідки вона згодом згадувала про навчання на даху протягом усього навчального року через переповненість школи. Рахмані прокоментувала свій досвід: "Як афганка, і як решта моєї когорти, ми дуже рано зрозуміли, що ми маємо намагатися зробити найкраще з того, що маємо".
Рахмані повернулася в Кабул у 1998 році, але відмовився виходити з дому, адже не хотіла одягати бурку, як того вимагали таліби, які тоді перебували при владі. У 1999 році вона отримала стипендію від Всесвітньої університетської служби (World University Service) Канади і вступила до університету Макгілла, де отримала ступінь бакалавра з програмної інженерії. Закінчивши навчання у 2004 році, Рахмані повернулася в Афганістан і працювала в різних неприбуткових організаціях, врешті-решт вирішивши змінити свою кар'єру та повернутися до навчання. Вона казала: "Це стало місією мого життя — якщо я можу зробити що-небудь, що завгодно, щоб зупинити вибух бомби і уникнути смерті людей, або хоча б однієї людини, якби я могла зробити це, моя життєва місія була б виконана".
У 2009 році отримала ступінь магістра з державного управління та міжнародного права в Колумбійському університеті в Нью-Йорку. Вона була стипендіаткою програми Фулбрайта.

## Кар'єра

### Неприбуткові організації
Отримавши ступінь бакалавра у 2004 році, Рахмані повернулася в Афганістан і працювала в декількох канадських некомерційних організаціях, робота яких була зосереджена на правах людини, розширенні прав і можливостей жінок та освіті. Вона також працювала на неповну ставку експертом з питань підготовки кадрів у Центрі підготовки об'єднаних сил НАТО, а також консультантом департаменту освіти Нью-Йорка (New York State Education Department), секретаріату ООН у Нью-Йорку, департаменту торгівлі та міжнародних справ Канади, організації Канадські жінки для жінок Афганістану (Canadian Women for Women in Afghanistan), жінок, що живуть за мусульманським законодавством (Women Living Under Muslim Laws), та інших міжнародних неприбуткових організацій.
У цей час Рахмані працювала над шлюбною угодою, яка забезпечувала б рівні права в сім'ї та сприяла збору інформації на національному рівні. У 2007 році за свою роботу над цим документом вона отримала нагороду найкращого правозахисника від Незалежної комісії з прав людини в Афганістані (Afghanistan Independent Human Rights Commission).

### Робота в уряді
Рахмані приєдналася до уряду Афганістану, спочатку працюючи в Міністерстві освіти, а потім як старший радник заступника міністра закордонних справ у 2011 році. З 2012 по 2016 рік вона працювала генеральним директором з питань регіонального співробітництва при Міністерстві закордонних справ. У цій ролі вона ініціювала та пропагувала такі важливі ініціативи регіональної співпраці, як Серце Азії — Стамбульський процес (Heart of Asia – Istanbul Process).

#### Посол в Індонезії
З червня 2016 року по грудень 2018 року Рахмані працювала послом Афганістану в Індонезії, послом-нерезидентом в Сінгапурі та послом в Асоціації держав Південно-Східної Азії. Вона була другою жінкою, яку президент Ашраф Гані призначив послом після того, як він пообіцяв надавати жінкам більше керівних посад. 

#### Посол у США
14 грудня 2018 року Рахмані була призначена послом у США президентом Ашраф Гані, вона стала першою жінкою на цій посаді. Вона зайняла цю посаду саме тоді, коли президент США Дональд Трамп заявив про намір вивести війська з Афганістану. На посаді вона замінила Хамдуллу Мохіба, який подав у відставку за три місяці до того, щоб стати радником з питань національної безпеки.
Рахмані також була послом-нерезидентом Афганістану в Мексиці, Аргентині, Колумбії та Домініканській Республіці.

### Сфери інтересів

#### Права жінок
Кілька років Рахмані працювала у неприбуткових організаціях, які займалися правами жінок та освітою. У цей час її робота зосереджувалась на реформі сімейного законодавства в мусульманському контексті. Вона співпрацювала з Мусавою над реформуванням шлюбної угоди в Афганістані для забезпечення рівних сімейних прав. Рахмані та Мусава "вирішили розставити пріоритети у шлюбному контракті, оскільки він здавався дійсним та практичним засобом захисту прав жінок у сім'ях. Внесення змін до сімейного законодавства вимагало складних процедур, тоді як шлюбна угода потребувала лише схвалення Верховним судом".
Рахмані також брала участь у відкритті Індонезійського конгресу жінок Улем, працюючи послом в Індонезії. Вона заохочувала залучення жінок до улем, кажучи: "Пора злитися через насильство, вчинене в ім'я нашої релігії, яку ми практикуємо щодня, щоб шукати притулку та миру".
Ставши послом у США, вона продовжувала відстоювати права жінок, особливо роль жінок у мирному процесі. Вона постійно заявляла, що мирна угода, яка ігнорує половину населення, не буде працювати. Вона стверджує, що суттєва роль жінок у мирному процесі робить права жінок не просто етичними питаннями, а питанням національної безпеки.
У 2012, бувши послом Афганістану в США вона сказала: "до жінок ставилися як до меншості, але вони не меншість. Жінки та молодь разом насправді становлять більшість, і вони не бажають поступатися своїми правами. Вони не готові йти на компроміс зі своїми правами і повертатися до старих часів".

#### Мирний процес
У травні 2019 року Рахмані розкритикувала уряд Дональда Трампа після того, як посол Залмай Халілзад вступив у прямі переговори з талібами, які відкинули участь у переговорах з урядом Афганістану, сказавши: "Вони не наш уряд, вони не наші представники" і що закінчення війни "повинне вирішуватися людьми, які найбільше постраждали від процесу".
Журнал TIME згадував Рахмані як "запеклу прихильницю миру на афганських умовах". Вона неодноразово говорила про необхідність взаємодії талібів безпосередньо з афганським суспільством та урядом, якщо вони хочуть стати його частиною. За словами Рахмані, "якщо [талібан] хоче миру, їм доведеться сісти з урядом".

## Нагороди та визнання
- У 2007 році Рахмані була нагороджена як найкращий правозахисник незалежною комісію з прав людини в Афганістані (Afghanistan Independent Human Rights Commission) за її роботу над шлюбною угодою, яка забезпечувала рівні права в сім'ї та сприяла збору інформації на національному рівні[7].
- У 2017 році завдяки своїй роботі її було названо «Народним послом» згідно з Tatler Indonesia[22].
- У 2019 році вона потрапила до списку "100 наступних" журналу TIME, який виділяє 100 висхідних зірок, які формують майбутнє бізнесу, розваг, спорту, політики, науки, охорони здоров'я, оскільки вона була "запеклою прихильницею миру на афганських умовах"[20].
- У 2019 році Альянс за побудову миру відзначив її зусилля спрямовані на створення інклюзивного мирного процесу[1].

## Статті
| Дата            | Заголовок | Джерело                         |
| --------------- | --- | ------------------------------- |
| 5 червня 2010   | "Шоу, що засуджуют зброю, не зупинять війни" англ. Condemning Weapon Shows won't stop wars | Ottawa Citizen                  |
| 1 травня 2012   | "Донори, бенефіціари чи неприбуткові громадські організації: чиї потреби на першому місці? Дилема в Афганістані " англ. Donors, beneficiaries, or NGOs: whose needs come first? A dilemma in Afghanistan                | Development in Practice Journal |
| 21 липня 2019   | "Пакистан може отримати вигоду зі стабільного та процвітаючого Афганістану" англ. Pakistan can benefit from a stable and thriving Afghanistan                                                                           | CNN                             |
| 27 вересня 2019 | "Амбасадор Роя Рахмані: Вибори в Афганістані є критичними — їм потрібна підтримка США на шляху до миру " англ. Amb. Roya Rahmani: Elections in Afghanistan are critical — They need US support on the path toward peace | Fox News                        |
| 16 травня 2020  | "Дві війни в Афганістані: тероризм і коронавірус" англ. Afghanistan’s two wars: terrorism and the coronavirus | The Hill                        |
| 10 серпня 2020  | «Афганські жінки повинні бути центральним елементом мирного процесу» англ. Afghan Women Should Be the Centerpiece of the Peace Process                                                                                  | Foreign Policy                  |
| 11 вересня 2020 | "Після терору 11 вересня, 12 вересня є про прогрес і надію для Афганістану" англ. After the terror of Sept. 11, Sept. 12 is about progress and hope for Afghanistan                                                     | Washington Examiner             |

## Особисте життя
Рахмані одружена і має одну дочку народжену у 2014 році. Вона мусульманка. Вільно розмовляє дарі, пушту та англійською мовами та має базове розуміння урду та французької мови.